# Viola weinharti
Viola weinharti är en violväxtart som beskrevs av Wilhelm Becker. Viola weinharti ingår i släktet violer, och familjen violväxter. Inga underarter finns listade i Catalogue of Life.